# Björn Höcke
Bernd Uwe Höcke, nemški politik, * 1. april 1972, Lünen, Severno Porenje - Vestfalija, Nemčija.
Je eden vodilnih politikov nemške skrajne desnice (Alternativa za Nemčijo).
Höcke je od leta 2014 Predsednik poslanske skupine AfD v deželnem parlamentu Turingije in skupaj s Stefanom Möllerjem tiskovni predstavnik regionalnega združenja AfD Turingije. Marca 2015 je bil soustanovitelj desničarske ekstremistične znotrajstrankarske skupine Der Wing. Höcke tudi po uradnem razpadu velja za najvplivnejšega politika v desničarski skrajni AfD po vsej državi zaradi svojih dobrih mrež. Zastopa nove desničarske koncepte in si prizadeva za zvezo ultranacionalističnih skupin za etnično homogenizacijo Nemčije in Evrope.
Družboslovci in zgodovinarji v Höckejevih izjavah identificirajo fašizem, rasizem, zgodovinski revizionizem in antisemitizem ter ideje in jezik nacionalsocializma. Zvezni urad za varstvo ustave (BfV) ga uvršča med desničarske skrajneže in ga spremlja od začetka leta 2020.